# Кумяла
Кумяла (пол. Kumiała) — село в Польщі, у гміні Корицин Сокульського повіту Підляського воєводства.
Населення — 249 осіб (2011).
У 1975-1998 роках село належало до Білостоцького воєводства.

## Демографія
Демографічна структура станом на 31 березня 2011 року:
|          | Загалом | Допрацездатний вік | Працездатний вік | Постпрацездатний вік |
| -------- | ------- | ------------------ | ---------------- | -------------------- |
| Чоловіки | 125     | 40                 | 76               | 9                    |
| Жінки    | 124     | 27                 | 70               | 27                   |
| Разом    | 249     | 67                 | 146              | 36                   |